# Drang nach Osten

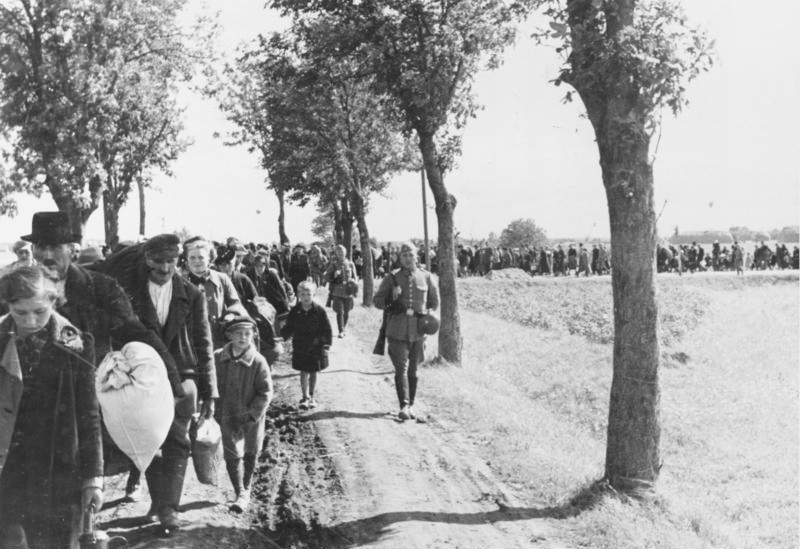
Expulsão de polacos após a Invasão da Polónia, em 1939, para dar lugar a colonizadores alemães.

Drang nach Osten (em alemão, impulso rumo ao Leste) foi uma expressão usada pelos nacionalistas alemães dos séculos XIX e XX para traduzir uma política ou disposição da Alemanha para expandir-se em direção ao Leste Europeu e colonizar territórios eslavos.
Originalmente, a expressão se refere ao movimento de colonizadores germânicos em direção ao leste, ocorrido na Idade Média, nos séculos XII e XIII. No século XX, a ideia ressurge na retórica de Adolf Hitler, como parte de suas teses sobre a conquista de Lebensraum ('espaço vital') para os alemães.

## História
No medievo, Drang nach Osten medieval referia-se à expansão germânica, particularmente em direção aos territórios situado entre os rios Elba e Oder, onde os camponeses podiam cultivar a terra em condições mais favoráveis do que no extremo oeste, enquanto muitos nobres podiam constituir seus feudos e senhorias para manter seu poder e prestígio. Os príncipes alemães detinham grandes extensões de terras na região, no final do século XII, a ducado Guelfo, da Saxônia; em 1250, a Casa de Ascânia se distinguia por seus extensos domínios em Brandemburgo, enquanto os margraves de Meissen, da dinastia Wettin, eram dominantes mais ao sul. Já no século XIII, a Ordem dos Cavaleiros Teutônicos obteve grandes áreas na Prússia e também mais ao norte, na costa do Báltico.
Durante o século XX, os nazistas alemães invocaram o Drang nach Osten para justificar suas ambições territoriais dirigidas à Tchecoslováquia, Polônia e União Soviética. A expressão ocorre nas diatribes de Hitler contra a Tchecoslováquia, no final dos anos 1930. Depois dos primeiros êxitos da Alemanha na Segunda Guerra Mundial, a ideia foi incluída nos esquemas mais gerais de dominação mundial.